# Bundesliga 2021-22 (Austria)
La temporada 2021-22 fue la 110.ª edición de la Bundesliga de Austria, la máxima categoría del fútbol profesional en Austria. La temporada comenzó el 23 de julio de 2021 y finalizó el 21 de mayo de 2022.
El Red Bull Salzburgo fue el campeón defensor de la Bundesliga Austríaca.

## Formato de competencia
El torneo se dividió en dos etapas, en la primera etapa o temporada regular los doce clubes se enfrentaron todos contra todos en dos ocasiones (una en campo propio y otra en campo contrario) completando 22 fechas. A continuación en la segunda etapa el torneo se dividió en dos grupos el Grupo campeonato, que enfrentó a los seis primeros de la temporada regular que lucharon por el título y el Grupo descenso que lo disputaron los equipos ubicados desde la séptima a la duodécima posición de la temporada regular que lucharon por evitar el descenso a la 2. Liga o Erste Liga.
Se jugó bajo el reglamento FIFA con un sistema de puntuación de 3 puntos por victoria, 1 por empate y ninguno en caso de derrota.
Al final, el que sumó más puntos, obtuvo el título de campeón de la Bundesliga y la clasificación para la próxima edición de la Liga de Campeones de la UEFA. El segundo clasificado obtuvo una plaza en la Liga Europa de la UEFA y el tercer clasificado obtuvo una plaza para jugar la Tercera ronda de clasificación  de la Liga de Conferencia Europa. El equipo con menos puntos al término de la liga fue descendido a la Erste Liga (segunda categoría).

## Ascensos y descensos
El SKN Sankt Pölten fue relegado a la 2. Liga de Austria 2021-22 después de terminar en el último lugar en la Ronda de Descenso 2020-21. SK Austria Klagenfurt fue promovido como campeón de la Segunda Liga 2020-21, a pesar de terminar tercero en esa competencia. El FC Blau-Weiß Linz que finalizó en el primer lugar, no solicitó una licencia para participar en la Bundesliga, aduciendo razones financieras y el FC Liefering que ocupó el segundo lugar, tampoco fueron elegibles para el ascenso al ser considerado equipo reserva del FC Red Bull Salzburg.
| Pos. | Descendido de la Bundesliga (Austria) 2020-21 |
| ---- | --------------------------------------------- |
| 12.º | SKN St. Pölten                                |

| Pos. | Ascendido de la 2. Liga de Austria 2020-21 |
| ---- | ------------------------------------------ |
| 3.º  | SK Austria Klagenfurt                      |

## Equipos participantes
| Club                     | Ciudad             | Estadio              | Capacidad |
| ------------------------ | ------------------ | -------------------- | --------- |
| FC Admira Wacker Mödling | Mödling            | BSFZ-Arena           | 10 800    |
| SK Austria Klagenfurt    | Klagenfurt         | Wörthersee Stadion   | 32 000    |
| FK Austria Viena         | Viena              | Generali Arena       | 17 500    |
| TSV Hartberg             | Hartberg           | Stadion Hartberg     | 4500      |
| LASK                     | Pasching           | Waldstadion Pasching | 7870      |
| SK Rapid Viena           | Viena              | Allianz Stadion      | 28 000    |
| Red Bull Salzburgo       | Salzburgo          | Red Bull Arena       | 30 188    |
| SC Rheindorf Altach      | Altach             | Stadion Schnabelholz | 8500      |
| SV Ried                  | Ried im Innkreis   | Keine Sorgen Arena   | 7680      |
| SK Sturm Graz            | Graz               | Merkur Arena         | 15 323    |
| Wolfsberger AC           | Wolfsberg          | Lavanttal-Arena      | 7300      |
| WSG Tirol                | Wattens, Innsbruck | Tivoli Stadion Tirol | 17 400    |

## Temporada regular

### Tabla de posiciones
| Pos. | Equipo             | Pts. | PJ | G  | E | P  | GF | GC | Dif. | Clasificación    |
| ---- | ------------------ | ---- | -- | -- | - | -- | -- | -- | ---- | ---------------- |
| 1    | Red Bull Salzburgo | 55   | 22 | 17 | 4 | 1  | 50 | 13 | +37  | Grupo Campeonato |
| 2    | Sturm Graz         | 37   | 22 | 10 | 7 | 5  | 46 | 32 | +14  | Grupo Campeonato |
| 3    | Wolfsberger        | 37   | 22 | 11 | 4 | 7  | 34 | 32 | +2   | Grupo Campeonato |
| 4    | Austria Viena      | 33   | 22 | 8  | 9 | 5  | 31 | 23 | +8   | Grupo Campeonato |
| 5    | Rapid Viena        | 31   | 22 | 8  | 7 | 7  | 35 | 31 | +4   | Grupo Campeonato |
| 6    | Austria Klagenfurt | 30   | 22 | 7  | 9 | 6  | 31 | 33 | −2   | Grupo Campeonato |
| 7    | Ried               | 29   | 22 | 7  | 8 | 7  | 31 | 41 | −10  | Grupo Descenso   |
| 8    | LASK               | 25   | 22 | 6  | 7 | 9  | 28 | 29 | −1   | Grupo Descenso   |
| 9    | Tirol              | 23   | 22 | 5  | 8 | 9  | 30 | 42 | −12  | Grupo Descenso   |
| 10   | Hartberg           | 22   | 22 | 5  | 7 | 10 | 29 | 35 | −6   | Grupo Descenso   |
| 11   | Admira             | 20   | 22 | 4  | 8 | 10 | 25 | 31 | −6   | Grupo Descenso   |
| 12   | Rheindorf Altach   | 13   | 22 | 3  | 4 | 15 | 10 | 38 | −28  | Grupo Descenso   |

 Fuente: Bundesliga de Austria
Criterios de clasificación: 1) Puntos; 2) Partidos directos; 3) Gol diferencia; 4) Goles anotados; 5) Partidos ganados; 6) Partidos de visitante ganados; 7) Goles anotados en partidos directos.
Notas:
1. 1 2  Puntos en partidos directos: Sturm Graz 3, Wolfsberger 3. Gol diferencia: Sturm Graz +14, Wolfsberger +2.

### Resultados
| Local \ Visitante  | ADM | KLA | AWI | ALT | HAR | LIN | RWI | RBS | STU | RIE | WAT | WOL |
| ------------------ | --- | --- | --- | --- | --- | --- | --- | --- | --- | --- | --- | --- |
| Admira             |     | 4–0 | 1–2 | 2–0 | 1–1 | 0–3 | 1–2 | 0–1 | 1–1 | 1–2 | 0–1 | 0–1 |
| Austria Klagenfurt | 3–3 |     | 0–0 | 2–0 | 4–3 | 1–1 | 1–1 | 2–1 | 0–3 | 1–1 | 2–1 | 1–1 |
| Austria Viena      | 2–2 | 1–1 |     | 0–0 | 2–0 | 2–3 | 1–1 | 0–1 | 2–1 | 4–1 | 1–1 | 1–0 |
| Rheindorf Altach   | 0–2 | 0–4 | 0–2 |     | 0–2 | 0–1 | 2–1 | 1–1 | 0–1 | 1–1 | 0–3 | 1–2 |
| Hartberg           | 1–1 | 0–2 | 3–4 | 1–2 |     | 2–1 | 1–1 | 0–1 | 3–2 | 1–1 | 0–1 | 2–2 |
| LASK               | 3–1 | 2–2 | 0–2 | 0–1 | 1–1 |     | 1–1 | 0–0 | 1–3 | 1–0 | 3–0 | 0–1 |
| Rapid Viena        | 1–2 | 3–0 | 1–1 | 1–0 | 0–2 | 3–2 |     | 1–2 | 0–3 | 3–0 | 5–2 | 3–0 |
| Red Bull Salzburgo | 0–0 | 3–1 | 1–0 | 4–0 | 2–1 | 3–1 | 2–0 |     | 4–1 | 7–1 | 5–0 | 2–0 |
| Sturm Graz         | 1–1 | 2–1 | 2–2 | 3–1 | 3–0 | 3–3 | 2–2 | 1–3 |     | 1–0 | 5–0 | 0–3 |
| Ried               | 2–1 | 1–1 | 2–1 | 2–1 | 1–0 | 1–0 | 2–2 | 2–2 | 2–2 |     | 3–2 | 3–3 |
| Tirol              | 1–1 | 0–1 | 1–1 | 0–0 | 2–2 | 1–1 | 0–2 | 1–3 | 2–2 | 4–2 |     | 5–1 |
| Wolfsberger        | 3–0 | 2–1 | 1–0 | 3–0 | 1–3 | 1–0 | 4–1 | 0–2 | 1–4 | 2–1 | 2–2 |     |

## Grupo Campeonato

### Tabla de posiciones
Los clubes comenzaron esta fase con el mismo número de puntos que obtuvieron en la Temporada Regular, reducidos a la mitad.
| Pos. | Equipo                 | Pts. | PJ | G  | E  | P  | GF | GC | Dif. | Clasificación 2022–23                               |
| ---- | ---------------------- | ---- | -- | -- | -- | -- | -- | -- | ---- | --------------------------------------------------- |
| 1    | Red Bull Salzburgo (C) | 52   | 32 | 25 | 5  | 2  | 77 | 19 | +58  | Fase de grupos de la Liga de Campeones              |
| 2    | Sturm Graz             | 37   | 32 | 16 | 8  | 8  | 62 | 46 | +16  | Tercera ronda de la Liga de Campeones               |
| 3    | Austria Viena          | 29   | 32 | 11 | 13 | 8  | 44 | 39 | +5   | Ronda de play-off de la Liga Europa                 |
| 4    | Wolfsberger            | 28   | 32 | 14 | 5  | 13 | 48 | 53 | −5   | Tercera ronda de la Liga Europa Conferencia         |
| 5    | Rapid Viena            | 25   | 32 | 10 | 11 | 11 | 48 | 45 | +3   | Play-offs para entrar en la Liga Europa Conferencia |
| 6    | Austria Klagenfurt     | 21   | 32 | 8  | 12 | 12 | 43 | 57 | −14  |                                                     |

 Fuente: Bundesliga de Austria
Notas:
1. ↑  Debido a que el campeón de la Copa de Austria 2021-22 (Red Bull Salzburgo) estaba clasificado para la Liga de Campeones, el cupo que otorga dicho torneo en la Liga Europa, pasó al tercer clasificado del Grupo Campeonato.

### Resultados
| Local \ Visitante  | KLA | AWI | RWI | RBS | STU | WOL |
| ------------------ | --- | --- | --- | --- | --- | --- |
| Austria Klagenfurt |     | 1–2 | 1–3 | 0–6 | 1–2 | 2–3 |
| Austria Viena      | 1–1 |     | 1–1 | 1–2 | 4–2 | 2–1 |
| Rapid Viena        | 2–2 | 1–1 |     | 0–1 | 1–1 | 2–1 |
| Red Bull Salzburgo | 1–1 | 5–0 | 2–1 |     | 1–0 | 4–0 |
| Sturm Graz         | 3–1 | 1–0 | 2–1 | 2–1 |     | 1–4 |
| Wolfsberger        | 1–2 | 1–1 | 2–1 | 1–4 | 0–2 |     |

## Grupo Descenso

### Tabla de posiciones
Los clubes comenzaron esta fase con el mismo número de puntos que obtuvieron en la Temporada Regular, reducidos a la mitad.
| Pos. | Equipo            | Pts. | PJ | G  | E  | P  | GF | GC | Dif. | Clasificación 2022–23                               |
| ---- | ----------------- | ---- | -- | -- | -- | -- | -- | -- | ---- | --------------------------------------------------- |
| 1    | Tirol             | 28   | 32 | 10 | 10 | 12 | 46 | 58 | −12  | Play-offs para entrar en la Liga Europa Conferencia |
| 2    | LASK              | 26   | 32 | 9  | 12 | 11 | 44 | 42 | +2   | Play-offs para entrar en la Liga Europa Conferencia |
| 3    | Hartberg          | 22   | 32 | 7  | 12 | 13 | 43 | 47 | −4   |                                                     |
| 4    | Ried              | 22   | 32 | 8  | 13 | 11 | 40 | 54 | −14  |                                                     |
| 5    | Rheindorf Altach  | 22   | 32 | 7  | 8  | 17 | 24 | 49 | −25  |                                                     |
| 6    | Admira Wacker (D) | 21   | 32 | 6  | 13 | 13 | 36 | 46 | −10  | Descenso de categoría                               |

 Fuente: Bundesliga de Austria

### Resultados
| Local \ Visitante | ADM | ALT | HAR | LIN | RIE | WAT |
| ----------------- | --- | --- | --- | --- | --- | --- |
| Admira            |     | 0–3 | 1–3 | 1–1 | 2–0 | 1–1 |
| Rheindorf Altach  | 2–2 |     | 0–0 | 0–0 | 1–1 | 2–1 |
| Hartberg          | 1–2 | 4–0 |     | 0–0 | 1–1 | 0–1 |
| LASK              | 3–1 | 2–1 | 3–3 |     | 0–2 | 6–0 |
| Ried              | 1–1 | 1–2 | 0–0 | 1–1 |     | 2–3 |
| Tirol             | 0–0 | 0–3 | 4–2 | 4–0 | 2–0 |     |

## Play-offs para Liga Europa Conferencia
El ganador y el subcampeón de la ronda de descenso jugaron un partido de semifinales de una sola ronda. El ganador jugó la final contra el equipo que ocupó la quinta posición de la ronda de campeonato para determinar al tercer participante de la Liga Europa Conferencia.

### Cuadro de desarrollo
|  | Semifinal          | Semifinal          | Semifinal          |       |             | Final                                                | Final                                                | Final                                                | Final                                                | Final                                                |  |
|  | 23 de mayo de 2022 | 23 de mayo de 2022 | 23 de mayo de 2022 |       |             | 26 de mayo de 2022 (ida) 29 de mayo de 2022 (vuelta) | 26 de mayo de 2022 (ida) 29 de mayo de 2022 (vuelta) | 26 de mayo de 2022 (ida) 29 de mayo de 2022 (vuelta) | 26 de mayo de 2022 (ida) 29 de mayo de 2022 (vuelta) | 26 de mayo de 2022 (ida) 29 de mayo de 2022 (vuelta) |  |
|  |                    |                    |                    |       |             |                                                      |                                                      |                                                      |                                                      |                                                      |  |
|  |                    |                    |                    |       |             |                                                      |                                                      |                                                      |                                                      |                                                      |  |
|  | Tirol              | Tirol              | 2                  |       |             |                                                      |                                                      |                                                      |                                                      |                                                      |  |
|  | Tirol              | Tirol              | 2                  |       |             |                                                      |                                                      |                                                      |                                                      |                                                      |  |
|  | LASK               | LASK               | 1                  |       |             |                                                      |                                                      |                                                      |                                                      |                                                      |  |
|  | LASK               | LASK               | 1                  |       | Rapid Viena | Rapid Viena                                          | 2                                                    | 2                                                    | 4                                                    |                                                      |  |
|  |                    |                    |                    |       | Rapid Viena | Rapid Viena                                          | 2                                                    | 2                                                    | 4                                                    |                                                      |  |
|  |                    |                    | Tirol              | Tirol | 1           | 0                                                    | 1                                                    |                                                      |                                                      |                                                      |  |
|  |                    |                    | Tirol              | Tirol | 1           | 0                                                    | 1                                                    |                                                      |                                                      |                                                      |  |
|  |                    |                    |                    |       |             |                                                      |                                                      |                                                      |                                                      |                                                      |  |
|  |                    |                    |                    |       |             |                                                      |                                                      |                                                      |                                                      |                                                      |  |
|  |                    |                    |                    |       |             |                                                      |                                                      |                                                      |                                                      |                                                      |  |
|  |                    |                    |                    |       |             |                                                      |                                                      |                                                      |                                                      |                                                      |  |

### Semifinal
| 23 de mayo de 2022 | Tirol                         | 2 – 1   | LASK                 | Tivoli Stadion Tirol, Innsbruck |                         |
| 19:00 (UTC+2)      | - Vrioni 22' - Sabitzer 45+1' | Reporte | Goiginger 86' (pen.) | Árbitro(s): Rene Eisner         | Árbitro(s): Rene Eisner |

### Final
| Ida; 26 de mayo de 2022 | Tirol      | 1 – 2   | Rapid Viena            | Tivoli Stadion Tirol, Innsbruck |                                |
| 17:00 (UTC+2)           | Vrioni 27' | Reporte | - Grüll 10' - Auer 13' | Árbitro(s): Sebastian Gishamer  | Árbitro(s): Sebastian Gishamer |

| Vuelta; 29 de mayo de 2022 | Rapid Viena                 | 2 – 0 (Global 4 – 1) | Tirol | Allianz Stadion, Viena   |                          |
| 17:00 (UTC+2)              | - Ljubičić 29' - Binder 87' | Reporte              |       | Árbitro(s): Stefan Ebner | Árbitro(s): Stefan Ebner |

## Goleadores
- Actualizado al final del torneo
| Pos. | Jugador          | Club                     | Goles |
| ---- | ---------------- | ------------------------ | ----- |
| 1    | Karim Adeyemi    | Red Bull Salzburg        | 19    |
| 2    | Giacomo Vrioni   | WSG Tirol                | 17    |
| 3    | Jakob Jantscher  | SK Sturm Graz            | 14    |
| 4    | Manprit Sarkaria | SK Sturm Graz            | 13    |
| 5    | Markus Pink      | SK Austria Klagenfurt    | 12    |
| 6    | Kelvin Yeboah    | SK Sturm Graz            | 11    |
| 6    | Tai Baribo       | Wolfsberger AC           | 11    |
| 8    | Dario Tadić      | TSV Hartberg             | 10    |
| 8    | Sascha Horvath   | LASK                     | 10    |
| 10   | Marco Djuricin   | FK Austria Viena         | 9     |
| 10   | Ercan Kara       | SK Rapid Viena           | 9     |
| 10   | Roman Kerschbaum | FC Admira Wacker Mödling | 9     |
| 10   | Noah Okafor      | Red Bull Salzburg        | 9     |